# حسین‌آباد (ریز)
حسین‌آباد روستایی از توابع بخش ریز شهرستان جم استان بوشهر در جنوب ایران.
این روستا در دهستان ریز قرار دارد و براساس سرشماری مرکز آمار ایران در سال ۱۳۹۵، جمعیت آن ۳۴۲ نفر (۹۷ خانوار) بوده‌است.